# Dżinestra Odessa
Dżinestra Odessa – ukraiński żeński klub piłki siatkowej. Swoją siedzibę ma w Odessie od 1951 roku.

## Sukcesy
Mistrzostwo ZSRR:
- 1961
- 1983
- 1962, 1971, 1982, 1984

Puchar Europy Mistrzyń Krajowych:
- 1962

Puchar ZSRR:
- 1974, 1981, 1983

Puchar Europy Zdobywczyń Pucharów:
- 1983

Puchar Ukrainy:
- 1993, 2000, 2001, 2002, 2009, 2010

Mistrzostwo Ukrainy:
- 2001, 2002, 2003, 2004
- 1996, 2000, 2005, 2007, 2008, 2010, 2011
- 1993, 1995, 1997, 1999

Puchar Top Teams:
- 2001

## Bilans sezon po sezonie
| Sezon     | Rozgrywki ligowe | Puchar ZSRR    | Puchary europejskie                                        |
| Sezon     | Miejsce          | Puchar ZSRR    | Puchary europejskie                                        |
| --------- | ---------------- | -------------- | ---------------------------------------------------------- |
| ZSRR      |                  |                |                                                            |
| 1957/1958 | 8. miejsce       |                |                                                            |
| 1958/1959 | 8. miejsce       |                |                                                            |
| 1959/1960 | 6. miejsce       |                |                                                            |
| 1960/1961 | 1. miejsce       |                |                                                            |
| 1961/1962 | 3. miejsce       |                | Puchar Europy Mistrzyń Krajowych – 1. miejsce              |
| 1962/1963 | 2. miejsce       |                |                                                            |
| 1963/1964 | 10. miejsce      |                |                                                            |
| 1964/1965 | 6. miejsce       |                |                                                            |
| 1965/1966 | 10. miejsce      |                |                                                            |
| 1966/1967 | 4. miejsce       |                |                                                            |
| 1967/1968 | 5. miejsce       |                |                                                            |
| 1968/1969 | 5. miejsce       |                |                                                            |
| 1969/1970 | 5. miejsce       |                |                                                            |
| 1970/1971 | 3. miejsce       |                |                                                            |
| 1971/1972 | 6. miejsce       | 3. miejsce     |                                                            |
| 1972/1973 | 4. miejsce       |                |                                                            |
| 1973/1974 | 4. miejsce       | 1. miejsce     |                                                            |
| 1974/1975 | 6. miejsce       |                |                                                            |
| 1975/1976 | 5. miejsce       |                |                                                            |
| 1976/1977 | 11. miejsce      |                |                                                            |
| 1977/1978 | 1. miejsce       |                |                                                            |
| 1978/1979 | 5. miejsce       |                |                                                            |
| 1979/1980 | 9. miejsce       |                |                                                            |
| 1980/1981 | 8. miejsce       | 1. miejsce     |                                                            |
| 1981/1982 | 3. miejsce       | 4. miejsce     |                                                            |
| 1982/1983 | 2. miejsce       | 1. miejsce     | Puchar Europy Zdobywczyń Pucharów – 1. miejsce             |
| 1983/1984 | 3. miejsce       | 1. miejsce     |                                                            |
| 1984/1985 | 4. miejsce       | 4. miejsce     |                                                            |
| 1985/1986 | 9. miejsce       |                |                                                            |
| 1986/1987 | 10. miejsce      |                |                                                            |
| 1987/1988 | 4. miejsce       |                |                                                            |
| 1988/1989 | 8. miejsce       |                |                                                            |
| 1989/1990 | 10. miejsce      |                |                                                            |
| 1990/1991 | 10. miejsce      |                |                                                            |
| 1991/1992 | 11. miejsce      |                |                                                            |
| Ukraina   |                  |                |                                                            |
|           |                  | Puchar Ukrainy |                                                            |
| 1991/1992 | 4. miejsce       |                |                                                            |
| 1992/1993 | 3. miejsce       | 2. miejsce     | Puchar CEV – 1/16 finału                                   |
| 1993/1994 | 4. miejsce       | 1. miejsce     | Puchar Europy Zdobywczyń Pucharów – ćwierćfinał            |
| 1994/1995 | 3. miejsce       |                | Puchar Europy Zdobywczyń Pucharów – 1/8 finału             |
| 1995/1996 | 2. miejsce       | 2. miejsce     | Puchar CEV – 1/8 finału                                    |
| 1996/1997 | 3. miejsce       |                | Puchar CEV – faza grupowa                                  |
| 1997/1998 | 4. miejsce       |                | Puchar CEV – 1/4 finału                                    |
| 1998/1999 | 3. miejsce       |                | Puchar CEV – faza grupowa                                  |
| 1999/2000 | 2. miejsce       | 2. miejsce     | Puchar CEV – 1/4 finału                                    |
| 2000/2001 | 1. miejsce       | 1. miejsce     | Puchar Top Teams – 3. miejsce                              |
| 2001/2002 | 1. miejsce       | 1. miejsce     | Puchar Top Teams – ćwierćfinał                             |
| 2002/2003 | 1. miejsce       | 1. miejsce     | Puchar Top Teams – faza grupowa                            |
| 2003/2004 | 1. miejsce       | II runda       | Puchar Top Teams – runda wstępna Puchar CEV – faza grupowa |
| 2004/2005 | 2. miejsce       |                | Puchar Top Teams – ćwierćfinał                             |
| 2005/2006 | 4. miejsce       | 3. miejsce     | Puchar CEV – Faza grupowa                                  |
| 2006/2007 | 2. miejsce       | II runda       |                                                            |
| 2007/2008 | 2. miejsce       | 2. miejsce     | Puchar CEV – 1/8 finału                                    |
| 2008/2009 | 4. miejsce       | II runda       | Puchar CEV – 1/8 finału                                    |
| 2009/2010 | 2. miejsce       | 1. miejsce     |                                                            |
| 2010/2011 | 2. miejsce       | 1. miejsce     |                                                            |
| 2011/2012 | 7. miejsce       | II runda       | Puchar Challenge – Runda 2                                 |

Poziom rozgrywek:
     pierwszy, najwyższy ogólnokrajowy
     drugi
     trzeci
     czwarty
     piąty

## Znane zawodniczki w klubie
| Lata gry  | Imię i nazwisko | Pozycja      |
| --------- | --------------- | ------------ |
| 1992-1994 | Iryna Żukowa    | rozgrywająca |
| 1992-1997 | Maria Liktoras  | środkowa     |
| 2002-2010 | Ołesia Rychluk  | atakująca    |
| 2008-2009 | Tetiana Kozłowa | przyjmująca  |
| 2010-2011 | Iryna Truszkina | środkowa     |